# Felix Dexter
Felix Dexter (ur. 26 lipca 1961 w Saint Kitts i Nevis, zm. 18 października 2013 w Londynie) – brytyjski aktor komediowy.

## Filmografia
seriale
- 1991: The Real McCoy jako różne role
- 1994: Parada Humoru
- 1998: Targowisko próżności jako Samuel
- 2012: Citizen Khan jako Omar

film
- 1995: Felix Dexter On TV
- 2000: Soul Patrol jako Duggsy
- 2003: The Planman jako Alvin Thorsen